# Sân bay Faradje
Sân bay Faradje (ICAO: FZJK) là một sân bay ở Faradje, Cộng hòa Dân chủ Congo.